# Mistrovství Československa v krasobruslení 1977
Mistrovství Československa v krasobruslení 1977 se konalo 15. ledna a 16. ledna 1977 v Žilině.

## Medaile
| Kategorie      | Zlato                               | Zlato      | Stříbro                  | Stříbro     | Bronz                   | Bronz       |
| Muži           | Miroslav Šoška                      | 9 - 142,50 | František Pechar         | 13 - 141,20 | Jozef Sabovčík          | 21 - 132,80 |
| Ženy           | Eva Ďurišinová                      | 9 - 137,52 | Renata Baierová          | 12 - 135,42 | Hana Schiesslová        | 25 - 127,10 |
| Sportovní páry | Ingrid Spieglová Alan Spiegl        | 5 - 72,94  | Jana Blahová Luděk Feňo  | 10 - 70,51  | D. Kostková Jozef Komár | 17 - 67,82  |
| Taneční páry   | Liliana Řeháková Stanislav Drastich | 6 - 104,28 | Anna Pisánská Jiří Musil | 9 - 102,94  | Vránová Budík           | 15 - 49,32  |

- čísla udávají celkové hodnocení, první za přednes a druhá počet bodů